# مانويل كاسترو
مانويل كاسترو (بالإسبانية: Manuel Castro) هو لاعب كرة قدم أوروغواني في مركز الوسط، ولد في 27 سبتمبر 1995 في الأوروغواي. لعب مع إستوديانتيس دي لا بلاتا ومونتيفيديو واندررز.

## وصلات خارجية
- مانويل كاسترو على موقع الدوري الأمريكي (الإنجليزية)
- مانويل كاسترو على موقع قاعدة بيانات كرة القدم.إي يو (الإنجليزية)
- مانويل كاسترو على موقع Soccerbase.com (لاعب) (الإنجليزية)
- مانويل كاسترو على موقع Soccerway.com (الإنجليزية)